# Colecalciferol
Colecalciferolul este o formă a vitaminei D, denumită și vitamina D3, având denumirea sistematică "(3β,5Z,7E)-9,10-secocolesta-5,7,10(19)-trien-3-ol". Vitamina D3 este, de asemenea, și steroid, precum testosteronul, colesterolul și cortizolul. Această formă a vitaminei D este sintetizată în organism ca urmare a expunerii la lumina solară, însă se poate regăsi și în unele alimente sau în suplimente alimentare. Ca medicament, este utilizată pentru a preveni deficitul de vitamină D și al bolilor asociate acestuia, un exemplu fiind rahitismul. Mai este utilizată în hipofosfatemia familială, hipoparatiroidismul ce produce hipocalcemie și sindromul Fanconi.
Suplimentele alimentare cu vitamina D pot fi ineficiente la pacienții care prezintă boli renale. Calea de administrare cea mai frecvent utilizată este cea orală.
Medicamentul se află pe lista medicamentelor esențiale ale Organizației Mondiale a Sănătății.